# 스타트업 컴퍼니
스타트업 컴퍼니(영어: startup company) 또는 단순히 스타트업(영어: startup, start-up)은 설립한 지 오래되지 않은 신생 벤처기업을 뜻한다. 미국 실리콘밸리에서 생겨난 용어로서, 혁신적 기술과 아이디어를 보유한 설립된 지 얼마 되지 않은 창업 기업이다. 자체적인 비즈니스 모델을 가지고 있는 작은 그룹이나 프로젝트성 회사이다.
이러한 회사들은 대부분 신생이며, 새로운 비즈니스 모델을 개발하거나 새로운 시장을 찾아 나서는 데 주력한다. 스타트업이란 용어는 닷컴 버블 이후 함께 등장하는데, 당시에는 닷컴 회사들을 지칭하는 의미로 쓰였다.

## 스타트업 회사의 진화
스타트업 회사는 다양한 분야를 총괄한다. 스타트업 회사를 정의하는 가장 중요한 요소는 비즈니스 모델을 세우고 판로를 개척하는 것이다. 스타트업 회사는 일반적으로 하나의 사업 내용을 가지고 모델을 처음부터 끝까지 개발하는 과정을 포함한다. 스타트업 회사는 다양한 마일스톤(Milestone, 목표)를 거치며 성장한다. 회사는 개별적으로 성장하기도 하며, 다른 회사와의 합병이나 인수를 통해 성장하는 것이 일반적이다. 신생 회사이며 적은 자본으로 시작할 확률이 매우 높기 때문에 사업이 본 궤도에 오르기 어렵다.
스타트업 회사의 특성상 투자자들은 일반적으로 신생 회사의 불안정성을 감수하고 투자한다. 즉 적은 자본금과 높은 위험성, 그리고 높은 잠재적 보상이 스타트업 기업의 특징이라고 할 수 있다. 성공적인 스타트업 회사는 업계의 비즈니스 규모를 확장시키는 특징을 가지고 있기 때문에, 회사의 성장 또한 빠르며, 제한적인 자본과 노동 그리고 지대를 가지고 사업을 시작할 수 있다.

스타트업 자본조달 순환도

스타트업 기업들은 소규모이고, 새로운 아이디어를 가지고 시작하기 때문에 투자를 받기 어렵다. 투자는 벤처 캐피털 회사와 엔젤 투자자들이 지원하는 것이 일반적이다. 많은 스타트업들은 초기에 창업자의 자본을 사용한다. 현재는 추가적인 자금 조달 방식이 등장하였는데, 일반 개인들이 투자하는 방식인 크라우드 펀딩이 그것이다.

## 스타트업 문화
스타트업 기업들은 일반적으로 자유로운 노동 환경에서 근무하고 있으며, 이것은 스타트업 문화의 근간을 이루고 있다. 1960년, 더글라스 맥그레고리(Douglas McGregor)가 발표한 논문에 의하면, 노동 환경에서의 상벌 제도는 업무 효율을 올려주는데 필수가 아니며, 몇몇 사람들은 인센티브가 없을 때, 더욱 더 업무 효율이 올라간다고 언급했다. 이러한 요소는 경제적 유인책이 아니라 업무 효율을 저해하는 것일 수 있으며, 자유로운 근무환경이야말로 근로자들이 더욱 업무에 집중하게 할 수 있게 돕는다는 것이다.
이러한 문화는 오늘날 미국의 거대 기업을 만드는 핵심 요소이기도 했다. 이 중 구글은 스타트업 회사를 인수하며 성장한 스타트업회사이며, 모든 노동자들이 집에서 일하는 듯한 업무 환경을 제공하는 대표적인 기업이다. 이러한 업무 환경의 저변에는 편안한 환경에서 일하며, 업무 본질에 집중할 수 있게 만들어 줄 수 있을 것이라는 기대가 내포되어있다.

## 스타트업 시리즈 A, B, C, D
투자자가 스타트업에 투자하려면 해당 회사가 발행한 주식을 사야 한다. 보통은 회사가 발행한 우선주를 매입하는데 그러려면 언제 발행한 주식인지를 구분하기 위한 장치가 필요하다. 미국 실리콘밸리에서는 투자 회차에 따라 A, B, C로 우선주를 구분했다. 그러다가 스타트업의 일반적인 투자 단계로 의미가 바뀌었다. 각 시리즈를 구분하는 명확한 기준은 따로 없다. 투자 회차에 따라 A, B, C 등의 명칭을 붙이기 때문이다. 같은 시리즈A라도 회사마다 투자 유치 규모가 제각각인 것은 이 때문이다.
통상 시리즈A 투자는 시제품 개발부터 본격적인 시장 공략 직전까지의 기간(보통 18개월 전후)에 받는 투자를 지칭한다. 이 단계는 아직 실적이 없는 회사로서 존재 가치를 증명해 투자를 받아내는 일이 매우 어려운 일이라서 '마의 구간’으로 불린다. 통상 시리즈B 투자는 회사가 일정한 규모를 갖춘 뒤에 받는다. 이 단계는 대대적인 인력 확보, 적극적인 마케팅이 자금 확보의 주된 목적이다. 이후 단계는 회차에 따라 C, D 등으로 구분된다.

## 공동 창업자
공동 창업자(Co-founder, '코-파운더'라고 직접 부르는 게 일반적이다)는 스타트업 회사를 만드는 데 함께 공헌한 사람들을 의미한다. 이미 존재하는 기업들 역시 공동 창업자가 있을 수 있으나, 공동 창업자라는 용어는 일반적으로 기업가와 해커, 엔젤 투자자, 웹 개발자, 웹 디자이너 등으로 구성된 기업의 성장과 관련된 모든 사람들을 지칭한다.
공동 창업자라 칭하는 것에는 법적인 정의나 형식이 없으며, 이러한 명칭의 인정은 창업자와 다른 공동 창업자들의 인정으로 성립된다. 공동 창업자에 관한 단편적인 일화로 엘론 머스크의 이야기가 유명한데, 엘론 머스크는 테슬라 모터스에 공동 창업자 직함을 사용하다 고소당한 기록이 있다. 공동 창업자라는 직함을 법적으로 사용하지 못한다는 것이었는데, 그가 테슬라 모터스를 부도 위기를 면하게 한 것 외에는 회사에 기여한 바가 없다는 것이 그 내용이었다.

## 사내 스타트업
대기업이나 중견기업 중에서는 종종 사내 창업(Internal Startup)을 권장하는 곳도 있다. 새로운 사업부를 창설하여, 수익을 극대화하는 것을 의미하는데, 미국의 데이톤 백화점(Dayton's)의 ‘Target Corporation’과 마이크로소프트(Microsoft)의 ‘threedegrees’가 대표적이다.

## 현상과 한계점
만약 스타트업 기업이 기술 기반의 회사라면, 기술에 대한 지적 재산권 관리 문제가 가장 중요하다. 2005년에 경제잡지 이코노미스트는 75%의 미국 기업들이 지적 재산권을 기반으로 사업을 한다고 밝힌 바 있으며, 이 중 40% 이상이 1980년대에 설립됐다고 했다. 또한 많은 스타트업 기업들이 순수한 무형기술 집약적 사업으로 사업을 시작한다. 그렇기 때문에 스타트업 기업들은 지적재산권 분쟁에서 자유롭지 않으며, 스타트업의 원류(源流)인 미국 역시 이러한 현상에서 예외가 아니다.
그러나 스타트업 회사가 새로운 기술을 성공적으로 사업 궤도에 올려놓는 경우, 이것은 커다란 보상이 되어 창업자와 투자자에게 돌아간다. 대표적인 예가 구글로, 창업자인 래리 페이지(구글의 CEO)는 막대한 부를 거머쥠과 동시에 대주주가 됐다. 그러나 성공에 대한 막대한 보상 만큼이나 스타트업 회사의 실패율 또한 매우 높다.
스타트업 회사는 전 세계적으로 모든 분야의 사업에서 많은 혁신을 일으키고 있다. 스타트업 회사들은 국지적으로 모여있거나 연합을 이루는 형태가 많다. 1990년대 닷컴 버블 이후 거대한 숫자의 스타트업 회사들이 생겨났으며, 당시에는 인터넷 기술과 서비스를 판매하는 회사들이 대부분이었다. 당시 거의 대부분의 스타트업이 캘리포니아에 북부에 있는 실리콘 밸리에서 사업을 시작했으며, 이곳은 오늘날까지도 스타트업 회사들이 활발히 태동하고 있는 곳이다.

창업의 불꽃은 1957년 스탠포드 산업 공원 앞에서 작은 분쟁으로 인해 시작되었다. “실리콘 스타트업(Silicon startups)”이라고 불리기도 하는 이것은 쇼클리 세미컨덕터(Shockley Semiconductor)라는 설립자의 회사에서 노벨 수상자이자 공동 창업자인 윌리엄 쇼클리(William Shockley)가 페어차일드 반도체(Fairchild Semiconductor)회사를 설립하면서부터였다.
… 중략 …
몇년 뒤, 페어차일드 반도체는 반도체 업계에서 굳건히 자리를 잡았고, 설립자는 회사의 주역들 일부와 다시 한 번 회사를 떠나 다른 사업을 하기 시작했다. 이러한 과정과 장소는 스탠포드 산업 공원이 스타트업의 중심지가 될 수 있도록 한 초석이 되었다. 그리고 최소 8명 이상의 윌리엄 쇼클리의 직원들은 오늘날까지 65개의 새로운 기업을 열었고, 그 정신은 오늘날까지 지속되고 있다.

실패한 스타트업 회사들의 경우, 회사를 정리하면서 고유 기술을 특허 괴물에 판매하는 경우가 많다. 이것은 스타트업 기업이 실패했을 때 훌륭한 출구 전략이 되지만, 한편으론 거대 기업의 지식과 영향력이 넓어진다는 것을 의미한다. 이 쟁점은 오늘날 산업계를 바라보는 많은 학자들과 대중이 우려하는 부분이다.

## 같이 보기
- 닷컴 버블
- 벤처 기업
- 벤처 캐피털
- 엔젤 투자자
- 실리콘 밸리
- 비즈니스 인큐베이터
- 사내벤처 캐피털(en:Corporate venture capital, CVC)
- 스텔스 모드(영어판)